# ジーナ・フィリップス
ジーナ・フィリップス（Gina Philips、1970年5月10日 - ）は、アメリカ合衆国の女優。

## 出演作品
- ハイジャッキング
- チェインド
- CSI:NY6
- 名探偵モンク5
- シックハウス
- ミディアム3 霊能者アリソン・デュボア
- デスリング（カレン・ボールドウィン）
- ホテルゾンビ
- CSI:3 科学捜査班
- ＥＲ IX　緊急救命室 第9シーズン
- ジーパーズ・クリーパーズ（トリッシュ・ジェンナー）
- ボストン・パブリック シーズン1
- アリー・ｍｙラブ 3rd Season（サンディー・ヒングル）
- ベラ・マフィア／ファミリーの女たち
- 悪魔の依頼人
- 背徳の涯て／女教師の罪と代償
- ホーネット
- スタートレック:ディープ・スペース・ナイン（ヴァリス・サル）
- 愉快なシーバー家